# إنديانابوليس 500 سنة 1959
سباق انديانا بوليس -500 ميل 1959 أقيم في حلبة إنديانابوليس موتور سبيدواي في 30 مايو 1959 وفاز في السباق رودجر وارد من فريق ليدر كاردز بمتوسط سرعة 135.857 ميل/س (218.641 كم/س).
وكان أول المنطلقين Johnny Thomson بسرعة 145.908 ميل/س (234.816 كم/س).